# Lista odcinków serialu Szpital na perypetiach
Artykuł przedstawia listę wyemitowanych odcinków serialu Szpital na perypetiach.
| SERIA PILOTAŻOWA (maj 2001)            | SERIA PILOTAŻOWA (maj 2001) | SERIA PILOTAŻOWA (maj 2001) |
| Nr odc.                                | Tytuł                       | Data pierwszej emisji       |
| -------------------------------------- | --------------------------- | --------------------------- |
| 1                                      | Dwa pulsy                   | 5 maja 2001                 |
| 2                                      | Mysz, która ryknęła         | 12 maja 2001                |
| 3                                      | Angielski pacjent           | 19 maja 2001                |
| SERIA PIERWSZA (jesień 2002/zima 2003) |                             |                             |
| 4                                      | Pierwsze zadanie            | 5 października 2002         |
| 5                                      | Ranne Ufo                   | 12 października 2002        |
| 6                                      | Narzeczony imieniem Lufa    | 19 października 2002        |
| 7                                      | Światowa sensacja           | 26 października 2002        |
| 8                                      | Nowa                        | 2 listopada 2002            |
| 9                                      | Wysoki komisarz z Unii      | 9 listopada 2002            |
| 10                                     | Ojciec zastępczy            | 16 listopada 2002           |
| 11                                     | Brzydka sprawa              | 23 listopada 2002           |
| 12                                     | Choroba wściekłych koni     | 30 listopada 2002           |
| 13                                     | Nieszczęście rapera         | 7 grudnia 2002              |
| 14                                     | Duch siostry Gerlach        | 14 grudnia 2002             |
| 15                                     | Pojedynek pod choinką       | 21 grudnia 2002             |
| 16                                     | Wystrzałowy bal             | 31 grudnia 2002             |
| 17                                     | Guru z gór                  | 3 stycznia 2003             |
| SERIA DRUGA (wiosna 2003)              |                             |                             |
| 18                                     | Złoty człowiek              | 2 marca 2003                |
| 19                                     | Choroba dziecięca           | 9 marca 2003                |
| 20                                     | Zdrowy ważniak              | 16 marca 2003               |
| 21                                     | Test ciążowy                | 23 marca 2003               |
| 22                                     | Ciemna randka               | 30 marca 2003               |
| 23                                     | Super pielęgniator          | 4 kwietnia 2003             |
| 24                                     | Córka wicepremiera          | 11 kwietnia 2003            |
| 25                                     | Miss szpitala               | 25 kwietnia 2003            |
| 26                                     | Urwana sprawa               | 9 maja 2003                 |
| 27                                     | Maleńki zaciek              | 16 maja 2003                |
| 28                                     | Brat cyrkowca               | 23 maja 2003                |
| 29                                     | Magiczne drzwi              | 30 maja 2003                |
| 30                                     | Narzeczony Zuzanny          | 6 czerwca 2003              |